# بنك فيجن
بنك فيجن (البنك السعودي الرقمي سابقاً) بنك رقمي سعودي ـ تحت التأسيس ـ يزاول أعمال المصرفية في المملكة، برأسمال يبلغ 1.5 مليار ريال. البنك يملكه تحالف عدد من الشركات والمستثمرين بقيادة شركة عبد الرحمن بن  سعد الراشد وأولاده، منها شركة المعمر لأنظمة المعلومات (إم آي إس) بحصة مساهمة تبلغ 25 مليون ريال.

## التاريخ
وافق مجلس الوزراء في برئاسة خادم الحرمين الشريفين، في 22 يونيو 2021، على قيام وزير المالية بإصدار الترخيص اللازم لكل من بنك إس تي سي والبنك السعودي الرقمي، وفقاً للمادة (الثالثة) من نظام مراقبة البنوك الصادر بالمرسوم الملكي رقم ( م / 5 ) وتاريخ 22 / 2 / 1386هـ.